# Trappola magneto-ottica
Una trappola magneto-ottica (magneto-optical trap in inglese, spesso abbreviato in MOT) è un dispositivo sperimentale che utilizza fasci laser in combinazione con un quadrupolo magnetico per intrappolare e raffreddare dei vapori di atomi neutri a temperature dell'ordine del microkelvin. La presenza del campo magnetico è necessaria a rendere il raffreddamento laser dipendente anche dalla posizione e non solo dalla velocità delle particelle, permettendo di diminuire la velocità degli atomi da alcune centinaia di metri al secondo a poche decine di centimetri al secondo.
Nonostante particelle cariche possano essere catturate con la trappola di Penning o la trappola di Paul, queste tecniche non funzionano per gli atomi neutri.

## Raffreddamento
I fotoni posseggono un vettore d'onda, che è una quantità di momento angolare, conservata in ogni interazione atomo-fotone. 
Di conseguenza, per ogni fotone assorbito, un atomo riceve anche un rinculo dovuto all'assorbimento stesso.
Se il laser è disaccordato verso frequenze inferiori alla risonanza (disaccordo verso il rosso), i fotoni saranno assorbiti solamente se la frequenza è spostata nuovamente verso la risonanza dall'effetto doppler, il quale agisce nella buona direzione se gli atomi si muovono in direzione della sorgente luminosa. La somma dei rinculi dovuti all'assorbimento dei fotoni crea una forza viscosa per gli atomi moventesi verso il laser.
Per rallentare gli atomi in maniera isotropica, vengono normalmente utilizzati tre paia di fasci laser, disposti lungo le tre direzioni cartesiane.

## Trappola magnetica
L'intrappolamento vero e proprio si ottiene aggiungendo un quadrupolo magnetico ai sei fasci laser. Questo causa uno spostamento Zeeman nei livelli atomici mf, che aumenta all'allontanarsi dal centro della trappola.
Se un atomo si allontana dal centro della trappola, la risonanza sarà dunque spostata dal campo magnetico verso la frequenza del laser, e l'atomo avrà una maggiore probabilità d'assorbire un fotone.
La direzione del rinculo è data dalla polarizzazione della luce, che dona differenti interazioni coi livelli mf a seconda che sia polarizzata circolare destra o sinistra. 
La polarizzazione è scelta tale che la luce sia risonante sempre con il corretto livello atomico, in modo che la forza risultante dai sei fasci laser sia sempre diretta verso il centro della trappola.

## Requisiti sulla struttura atomica

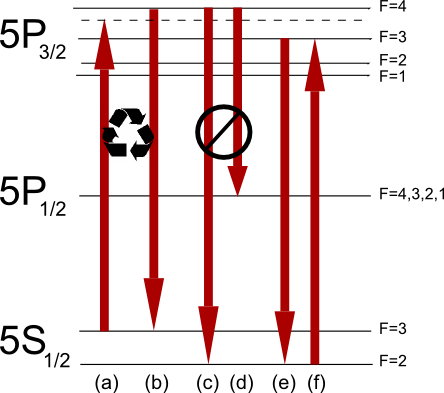
Laser necessari per intrappolare del rubidium 85: (a) & (b) rappresentano il d'assorbimento e d'emissione spontanea, (c) & (d) sono transizione proibite, (e) mostra che nel caso il laser (a) ecciti un elettrone nel livello F=3, permette il decadimento nello stato fondamentale F=2, stoppando il ciclo di raffreddamento in assenza di un laser di ripompaggio (f).

Siccome il momento di un atomo è ordini di grandezza superiore a quello d'un singolo fotone, sono necessari molteplici cicli di assorbimento ed emissione.
Per questa ragione è necessario che lo spettro energetico possegga almeno una transizione ciclante, ovvero una transizione chiusa tra lo stato fondamentale e un livello eccitato. In caso contrario l'elettrone eccitato può decadere in un livello non risonante e di conseguenza l'atomo non assorbirà più fotoni, interrompendo il meccanismo di raffreddamento.
Il 85Rb, per esempio, ha una transizione chiusa tra lo stato fondamentale 5S1/2 F=3 e lo stato eccitato 5P3/2 F=4. Una volta eccitato, i decadimenti verso qualsiasi stato 5P1/2 sono impediti dalla conservazione della parità, mentre il decadimento verso 5S1/2 F=2 è proibito dalle regole di selezione.
Anche in assenza di una transizione chiusa un atomo può comunque essere raffreddato se si utilizza del pompaggio ottico per reintrodurre nella transizione ciclante gli atomi che ne sono usciti. 
Nel caso del rubidio 85, per esempio, il laser potrebbe eccitare l'atomo verso lo stato 5P3/2 F=3, con una probabilità circa 1/1000 inferiore rispetto alla transizione verso il livello 5P3/2 F=4.
Da questo stato eccitato l'atomo può decadere sia nel livello iniziale che nel livello iperfine F=2, interrompendo quindi l'assorbimento di altri fotoni. Un laser di ripompaggio, risonante con la transizione 5S1/2 F=2 → 5P3/2 F=3 viene utilizzato per riportare la popolazione nella transizione ciclante.

## Requisiti sperimentali

### Laser
Per una trappola magneto-ottica è necessario almeno un laser, a cui bisogna aggiungere eventuali laser per il ripompaggio. 
L'esigenza principale non è la potenza ma la precisione (avere una larghezza spettrale del laser inferiore alla larghezza naturale della transizione atomica).
Per questo è necessario stabilizzare in frequenza i laser utilizzando un sistema servomeccanico, che può sfruttare, per esempio, una combinazione di spettroscopia di assorbimento saturo e del metodo Pound-Drever-Hall per generare il signale di retroazione necessario alla stabilizzazione del laser.

### Camera a vuoto
La trappola può essere caricata sia direttamente da un vapore atomico sia da un getto atomico (opportunamente rallentato alla velocità di cattura da un rallentatore Zeeman).
Tuttavia l'energia termica degli atomi non intrappolati è sufficientemente elevata da poter rimuovere gli atomi intrappolati nel caso di una collisione. Di conseguenza, se la pressione circostante è troppo elevata, gli atomi sono espulsi dalla trappola più velocemente di quanto possano esservi caricati.
Per questo motivo la trappola può essere formata solamente in condizioni di ultra alto vuoto (a pressioni inferiori ai 10−5 Pascal).